# نينجا كاموي
نينجا كاموي (بالإنجليزية: Ninja Kamui) هو مسلسل أنمي ياباني أصلي من إنتاج إي&إتش برودكشن وصولا للترفيه. تم عرضه لأول مرة في الولايات المتحدة في مجموعة برمجة أدلت سويم تونامي في فبراير 2024.

## الحبكة
بعد الهروب من عشيرته والاختباء في المناطق الريفية في أمريكا، يتعرض النينجا السابق جو هيجان لكمين من قبل قتلة ينتقمون منه ومن عائلته بسبب خيانتهم. بعد الهجوم، يعود جو ليصبح معروفًا باسم نينجا كاموي للانتقام لعائلته وأصدقائه ويضع نصب عينيه القضاء على العشيرة التي صنعته.

## لعبة الفيديو
لعبة فيديو مقتبسة بعنوان نينجا كاموي: أصول الشينوبي، من المقرر إصدارها في الربع الثاني من عام 2024.

## الجوائز والترشيحات
| قائمة الجوائز والترشيحات | قائمة الجوائز والترشيحات | قائمة الجوائز والترشيحات | قائمة الجوائز والترشيحات | قائمة الجوائز والترشيحات | قائمة الجوائز والترشيحات |
| السنة                    | الجائزة                  | الفئة                    | المستلم                  | النتيجة                  | م.                       |
| ------------------------ | ------------------------ | ------------------------ | ------------------------ | ------------------------ | ------------------------ |
| 2025                     | جوائز كرانشي رول للأنمي  | أفضل أنمي أصلي           | نينجا كاموي              | فوز                      | [ 2 ]                    |